# بينكي سيلفربيرغ
بينكي سيلفربيرغ (بالإنجليزية: Pinky Silverberg)‏ مواليد 5 أبريل 1904 في ذا برونكس - الوفاة 16 يناير 1964 في أنسونيا، كان ملاكم محترف أمريكي صنّف ضمن فئة وزن الذبابة. حقق بطولة رابطة الملاكمة العالمية.

## إحصائيات
خاض خلال مسيرته 82 نزالا، فاز في 34 وتعادل في 14 وخسر في 34. فاز بالضربة القاضية في 5 نزالات.

## روابط خارجية
- بينكي سيلفربيرغ على موقع بوكس ريك (الإنجليزية) (registration required)